# Jean-Luc Rougé
Jean-Luc Rougé [Žán-Lyk Rúž] (* 30. květen 1949 Clichy, Francie) je bývalý reprezentant Francie v judu.

## Sportovní kariéra

### Úspěchy
- mistr světa z roku 1975 (první francouzský mistr světa v judu v historii)
- 4 tituly mistra Evropy
- několikanásobný vítěz pařížského turnaje
- postoj: obouruký
- tokui-waza: harai-goši

### Zajímavosti
S judem začal ve 13 letech jako hráč ragby. Vytáhlá postava, dlouhé nohy, sebedůvěra a tvrdost ho na tatami zdobily. Jako většina Francouzů znal různé triky jak zapůsobit na rozhodčí. Měl výborné aši-waza a nadrilovanou techniku harai-goši, kterou zvládal na obě strany. V polovině 70. let se ještě považovalo poražení Japonce ve finálovém kole za senzaci. V roce 1975 se mu podařilo ve finále mistrovství světa porazit japonského soupeře a jako první Francouz získal zlatou medaili.
Ve své sportovní kariéře však musel oželet olympijskou medaili. V roce 1976 ho ve čtvrtfinále olympijského turnaje v Montrealu vyřadil muž se železnou kondicí Starbrook a v kategorii bez rozdílu vah prohrál souboj o bronz s judistickým bohémem Čočišvilim. V roce 1977 mu v reprezentaci znenadání vyrostla těžká konkurence v podobě dalšího judistického bohéma Parisiho (změnil občanství). Tehdy již zápasil v těžké váze, ale kvůli Parisimu musel v olympijském roce 1980 zpátky do polotěžké váhy. Snad kvůli předturnajovému hubnutí nebyl v den D ve své kůži a olympijské medaile se nedočkal (startoval jako mistr Evropy).
Po skončení aktivní kariéry se velkou měrou podílel na rozvoji francouzského juda.

## Výsledky

### Váhové kategorie
| Turnaj             | 1969           | 1970           | 1971           | 1972           | 1973           | 1974           | 1975           | 1976           | 1977       | 1978       | 1979       | 1980  |       |       |
| Turnaj             | 20             | 21             | 22             | 23             | 24             | 25             | 26             | 27             | 28         | 29         | 30         | 31    |       |       |
| Turnaj             | polotěžká váha | polotěžká váha | polotěžká váha | polotěžká váha | polotěžká váha | polotěžká váha | polotěžká váha | polotěžká váha | těžká váha | těžká váha | těžká váha | pt.v. | pt.v. | pt.v. |
| ------------------ | -------------- | -------------- | -------------- | -------------- | -------------- | -------------- | -------------- | -------------- | ---------- | ---------- | ---------- | ----- | ----- | ----- |
| Olympijské hry     | –              | –              | –              | dns            | –              | –              | –              | dns            | –          | –          | –          | 7.    |       |       |
| Mistrovství světa  | 5.             | –              | úč.            | –              | úč.            | –              | 1.             | –              | –          | –          | 2.         | –     |       |       |
| Mistrovství Evropy | ?              | ?              | ?              | ?              | 1.             | ?              | 2.             | ?              | 1.         | 3.         | 1.         | 1.    |       |       |

### Bez rozdílu vah
| Turnaj             | 1969 | 1970 | 1971 | 1972 | 1973 | 1974 | 1975 | 1976 | 1977 | 1978 | 1979 | 1980 |
| Turnaj             | 20   | 21   | 22   | 23   | 24   | 25   | 26   | 27   | 28   | 29   | 30   | 31   |
| ------------------ | ---- | ---- | ---- | ---- | ---- | ---- | ---- | ---- | ---- | ---- | ---- | ---- |
| Olympijské hry     | –    | –    | –    | dns  | –    | –    | –    | 5.   | –    | –    | –    | dns  |
| Mistrovství světa  | 5.   | –    | úč.  | –    | 5.   | –    | úč.  | –    | –    | –    | 3.   | –    |
| Mistrovství Evropy | ?    | ?    | ?    | ?    | ?    | ?    | ?    | ?    | dns  | 2.   | dns  | dns  |

## Podrobnější výsledky

### Olympijské hry
| Rok      | Kategorie       |  | 1/64                           | 1/32                            | 1/16                           | čtvrtfinále                        | semifinále                     | opravy                         | o bronz                         |
| -------- | --------------- |  | ------------------------------ | ------------------------------- | ------------------------------ | ---------------------------------- | ------------------------------ | ------------------------------ | ------------------------------- |
| LOH 1972 | –               |  | nestartoval – Pierre Albertini | nestartoval – Pierre Albertini  | nestartoval – Pierre Albertini | nestartoval – Pierre Albertini     | nestartoval – Pierre Albertini | nestartoval – Pierre Albertini | nestartoval – Pierre Albertini  |
| LOH 1976 | polotěžká váha  |  | volný los                      | výhra – 0:38/hrg José Cornavaca | výhra – yuk/hrm Carlos Pacheco | prohra – (yus) David Starbrook     | –                              | –                              | -                               |
| LOH 1976 | bez rozdílu vah |  | x                              | výhra – 0:38/jg Waldemar Zausz  | výhra – (fus) -                | prohra – 4:03/oej Haruki Uemura    | –                              | výhra – kok/hrg Pak Čong-kil   | prohra – kok/una Šota Čočišvili |
| LOH 1980 | polotěžká váha  |  | x                              | volný los                       | výhra – kok/? Luiz Moura       | prohra – yuk/? Robert Van de Walle | –                              | prohra – (yus) István Szepesi  | –                               |

### Mistrovství světa
| Rok     | Kategorie      |  | 1/64      | 1/32                       | 1/16                | čtvrtfinále             | semifinále            | opravy                | opravy                | finále                   |
| ------- | -------------- |  | --------- | -------------------------- | ------------------- | ----------------------- | --------------------- | --------------------- | --------------------- | ------------------------ |
| MS 1969 | polotěžká váha |  | x         | výhra Rafael Serrano       | výhra Doug Graham   | prohra Fumio Sasahara   | –                     | výhra Haruo Nishimura | prohra Peter Herrmann | –                        |
| MS 1971 | polotěžká váha |  | volný los | výhra Uwe Stock            | výhra Doug Nelson   | prohra Paul Barth       | –                     | –                     | –                     | –                        |
| MS 1973 | polotěžká váha |  | volný los | výhra Udo Werner           | výhra Abdad         | prohra Chiaki Ishii     | –                     | –                     | –                     | -                        |
| MS 1975 | polotěžká váha |  | volný los | výhra Wojciech Dworczyński | výhra Barry Johnson | výhra Viktor Betanov    | výhra David Starbrook | –                     | –                     | výhra Mičinori Išibaši   |
| MS 1979 | těžká váha     |  | x         | výhra Marino Beccacece     | výhra Pedro Soler   | výhra Radomir Kovačević | výhra Čo Če-ki        | –                     | –                     | prohra Jasuhiro Jamašita |

### Mistrovství světa - bez rozdílu vah
| Rok     |  | 1/64                 | 1/32                         | 1/16                     | čtvrtfinále           | semifinále               | opravy               | o bronz                  |
| ------- |  | -------------------- | ---------------------------- | ------------------------ | --------------------- | ------------------------ | -------------------- | ------------------------ |
| MS 1969 |  | výhra Mohamed Hašiša | výhra Jorge Rios             | výhra Henri De Wandeleer | výhra Richard Walters | prohra Nobujuki Sató     | prohra Ernst Eugster | -                        |
| MS 1971 |  | výhra Imre Varga     | prohra Šinobu Sekine         | –                        | –                     | –                        | –                    | -                        |
| MS 1973 |  | výhra Abdad          | výhra Dietmar Lorenz         | výhra Lee Person         | výhra Goran Žuvela    | prohra Kazuhiro Ninomija | prohra Klaus Glahn   | -                        |
| MS 1975 |  | volný los            | prohra (fus) Mario Daminelli | –                        | –                     | –                        | –                    | -                        |
| MS 1979 |  | x                    | výhra Abdoulaye Kote         | výhra Mihai Cioc         | výhra András Ozsvár   | prohra Sumio Endó        | –                    | výhra Mohamed Alí Rašwan |